# 解剖!マスターピース
解剖!マスターピース（かいぼう!マスターピース）はNHK BSで2025年11月6日から放送開始予定の教養エンターテインメント番組。

## 概要
2025年3月にNHK BSで開発番組（特集番組）として放送され、2025年の後半期の新設番組として放送開始。
この番組では、世界の傑作、いわゆるマスターピースを毎週1つ取り上げて、各界の著名人や専門家が出演して、その傑作を「独自の視点と驚きの手法」で、その魅力を解き明かすものである。

## 放送時間
- 毎週木曜日 20:00-20:44

## 出演者
- ナビゲーター：バッテリィズ